# All the Fine Young Cannibals
All the Fine Young Cannibals és una pel·lícula estatunidenca del 1960, dirigida per Michael Anderson i protagonitzada per Robert Wagner, Natalie Wood, Susan Kohner, George Hamilton i Pearl Bailey. Està basada en la novel·la The Bixby Girls de Rosamond Marshall, una història inspirada vaguement en la vida del músic de jazz Chet Baker.
El títol de la pel·lícula va servir de referència per al nom del grup musical anglès Fine Young Cannibals, originat durant la dècada del 1980.

## Repartiment
- Robert Wagner com Chad Bixby
- Natalie Wood com Sarah "Salome" Davis
- Susan Kohner com Catherine McDowall
- George Hamilton com Tony McDowall
- Pearl Bailey com Ruby
- Jack Mullaney com Putney Tinker
- Onslow Stevens com Joshua Davis
- Anne Seymour com Mrs. Bixby
- Virginia Gregg com Ada Davis
- Mabel Albertson com Mrs. McDowall
- Louise Beavers com Rose